# Domoslavice
Domoslavice jsou malá vesnice, část obce Ostroměř v okrese Jičín. Nachází se asi 2 km na jihovýchod od Ostroměře. V roce 2009 zde bylo evidováno 45 adres. V roce 2001 zde trvale žilo 87 obyvatel.
Domoslavice jsou také název katastrálního území o rozloze 2,74 km2.